# نصرت شاه تغلق
نصرت خان بن فتح خان بن فيروز شاه ويشتهر باسم ناصر الدين نصرت شاه. هو أحد الأمراء التغلقيين حكام سلطنة دلهي.
بعد وفاة السلطان علاء الدين سكندر شاه وبعد أن اعتلى محمود شاه العرش، قام نصرت شاه بإعلان نفسه سلطاناً في فيروز آباد سنة 796 هـ/1394م، واستمرت بينهما حروب كثيرة حتى دخول تيمورلنك الهند سنة 801 هـ/1399م، وتوفي نصرت شاه حوالي 1398م.